# Forum des organisations juives
Le Forum des organisations juives (en abrégé Forum ) est une organisation faîtière juive flamande  Le Forum a été fondé fin 1993 et ses statuts ont été publiés au Moniteur Belge le 15 décembre 1994. Le Forum n'est pas membre du Comité de Coordination des Organisations Juives de Belgique. La présidente actuelle est Regina Suchowolski-Sluszny.

## Organisations membres
Liste disponible sur le site du Forum.
 
Lijst beschikbaar op de website van het Forum.
- Agoedat Israel
- B’nai Akiva
- B'nai B'rith
- Emunah
- Hanoar Hatzioni
- Liga van Joodse vrouwen van België

- Mizrahi
- Nowagi
- Ondergedoken kind
- Vrienden van Likoed
- Vereniging van Joodse Artsen Antwerpen / IMA WF-België
- Wizo